# گپینگ
گپینگ (به هلندی: Gapinge) یک منطقهٔ مسکونی در هلند است که در فیره (هلند) واقع شده‌است. گپینگ ۵۱۲ نفر جمعیت دارد.